# Otello Nannuzzi
Otello Nannuzzi (Roma, 25 dicembre 1912 – 13 agosto 1989) è stato un politico italiano, eletto nella III e IV legislatura alla Camera dei deputati.

## Biografia
Tipografo romano, impegnato in politica con il Partito Comunista Italiano, viene eletto alla Camera dei deputati alle elezioni politiche del 1958 nella circoscrizione Roma-Viterbo-Latina-Frosinone, venendo confermato anche a quelle del 1963. Conclude il mandato parlamentare nel 1968.
Muore il 13 agosto 1989, all'età di 76 anni.